# Modrásek očkovaný
Modrásek očkovaný (Phengaris teleius) je druh motýla rodu Phengaris. Je to denní motýl, který se vyznačuje složitým životním cyklem a je považován za myrmekofilního predátora. Je krátkověký a jeho potomci se líhnou jen jednou ročně.

## Výskyt
Motýl má palearktické rozšíření, většinou jen izolované populace žijí od Francie přes Střední Evropu, sever Balkánského poloostrova, Ukrajinu, oblast Kavkazu i Uralu, západní Sibiř, Střední Asii, Mongolsko, severní Čínu až do Koreje a Japonska. V Evropě se nyní vyskytuje v 19 zemích, v poslední době vymřel v Belgii a naopak se po reintrodukci vrátil do přírody Nizozemska.
V České republice byl v minulosti hojný, v posledních létech však celoplošně ustoupil. Je četný pouze v jižních Čechách a na východní Moravě, nejvíce vymizel ze středních a západních Čech a ze severní a jižní Moravy.

## Vzhled
Modrásek očkovaný je drobný motýl s rozpětím předních křídel 34 až 38 mm. Základní barva křídel je na svrchní straně tmavě hnědá s modrým nádechem a na spodní světle hnědá. Samci mají na horní straně předních křídel napříč černý pásek a samice černé skvrny a při okraji široký tmavě hnědý lem. Na spodní straně mají oba dvě řady tmavých oček.

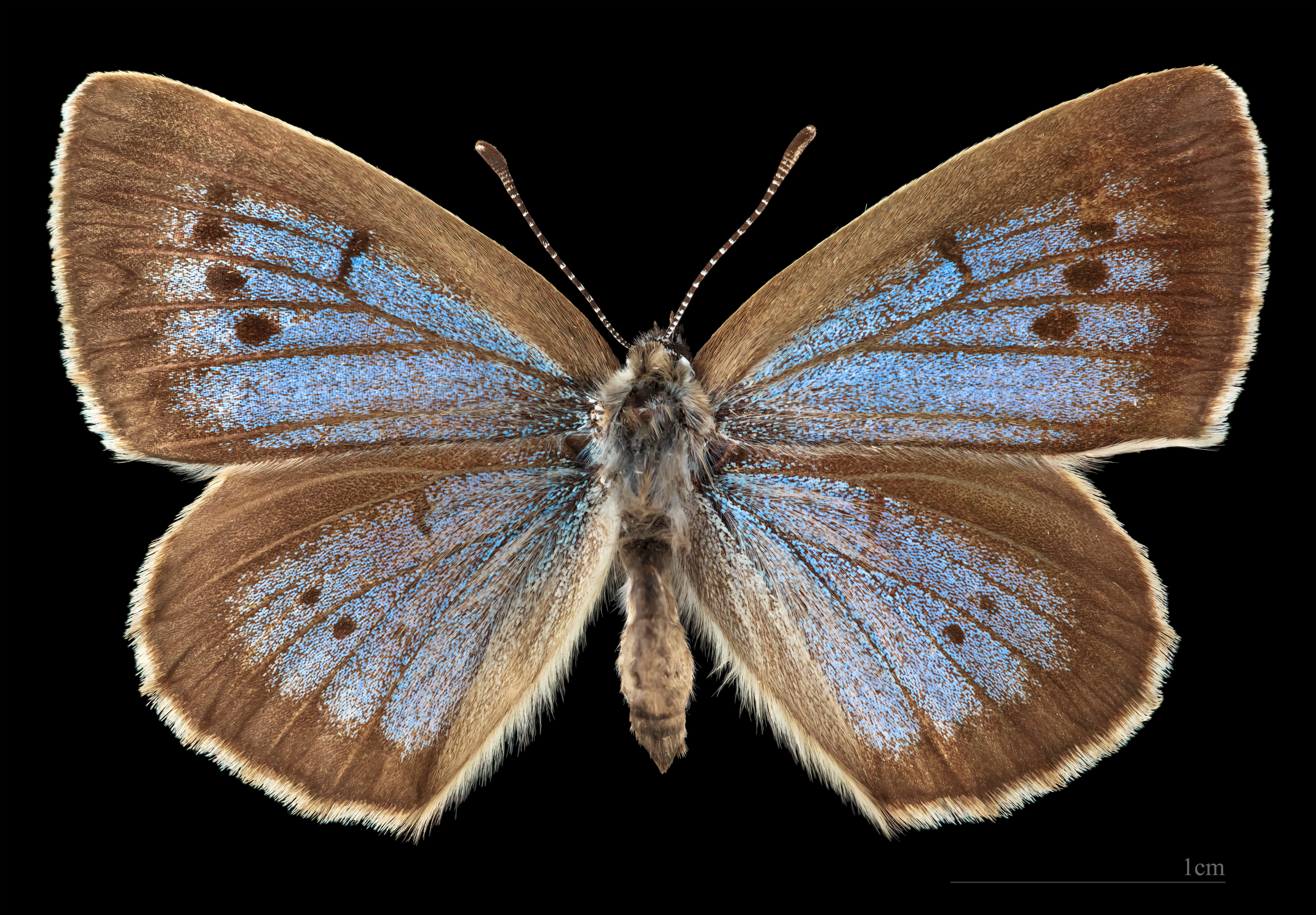
Phengaris t. teleius ♀
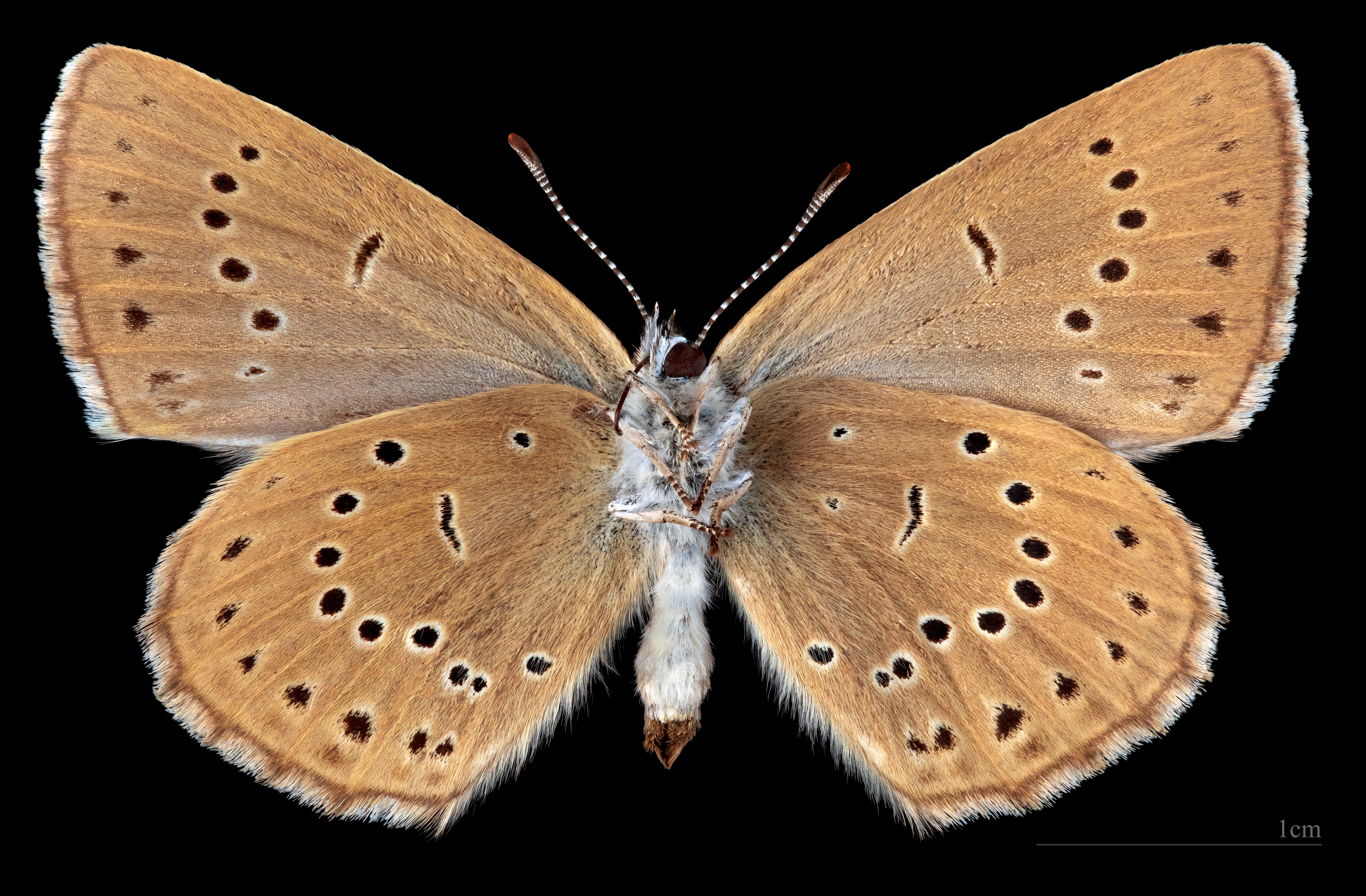
Phengaris t. teleius ♀ △

## Ekologie
Pro rozmnožování a zdárný vývoj potomstva vyžaduje tento druh motýla střídavě vlhké a nehnojené louky, které bývají jednou za rok až dva sečeny. Jeho areál výskytu, který má mít kolísající hladinu spodní vody, se také může nacházet na březích vodních nádrží a říčních toků stejně jako v terénních prohlubních. Žije pouze na místech, která vyhovují jeho hlavní živné rostlině, jíž je krvavec toten, bylině z čeledi růžovitých. V době, kdy tento druh ještě nekvete, se motýl živí nektarem z bobovitých rostlin. Druhou a nutnou podmínkou pro jeho výskyt je vhodné prostředí pro život hostitelských mravenců z rodu Myrmica. V případě narušení životních podmínek jsou modrásci očkovaní schopni jen stěží se přemístit na jinou lokalitu, nelétají od místa vylíhnutí dále než 2,5 km.
Dospělí motýli žijí jen krátce, v červenci a srpnu, v době, kdy rozkvétá krvavec toten. Živí se sáním jeho nektaru a zároveň kladou vajíčka do květů kulovitého květenství. Požadavky na prostředí i způsob rozmnožování jsou u modráska očkovaného téměř stejné jako u podobného druhu modráska bahenního, s kterým často na jedné lokalitě žijí společně.

## Rozmnožování
Na květenství s ještě nerozvitými květy klade motýlí samice obvykle jen po jednom vajíčku. Asi za týden se z něho vyvine drobná housenka která se živí semeníky květů a rychle dospívá. Asi za tři až čtyři týdny se třikrát svlékne aniž by příliš povyrostla. Následně z rostliny spadne na zem, schová se do vegetace a počne vylučovat látky podobné mravenčím feromonům. Zcela bezbranná čeká na mravenčí dělnici která ji odnese do podzemního mraveniště. Bývají to hlavně druhy mravenec drsný (Myrmica scabrinodis) nebo mravenec rezavý (Myrmica ruginodis). Akční rádius mravenců rodu Myrmica je do dvou metrů od mraveniště a housenka se někdy mravence nedočká a zahyne.
V mraveništi se motýlí housenka chová predátorsky, živí se larvami a kuklami mravenců. Přečká tam i zimu a počátkem léta se některá zakuklí a jiná žije jako housenka další rok. Po dvou až třech týdnech metamorfózy vyleze, v chladných ranních hodinách, z kukly imago a prchá z mraveniště.
Úmrtnost housenek v mraveništi dosahuje až 80 %. Odhaduje se, že housenka která v mraveništi dospěje, sežere asi 350 budoucích dělnic, při větším počtu mohou housenky zkonzumovat veškerý plod a uhynout hlady. Housenky modráska očkovaného bývají ještě v květech parazitovány lumkem Neotypus melanocephalus.

## Taxonomie
Modrásek očkovaný byl v minulosti řazen do rodu Maculinea (Van Eecke, 1915) pod jménem Maculinea teleius. Po podrobné fylogenetické analýze byl rod Maculinea sloučen s rodem Phengaris (Doherty, 1891). Jméno Phengaris je starší a má přednost, rodové jméno Maculinea je již neplatné. Modrásek očkovaný má proto nové binomické jméno Phengaris teleius.

## Ochrana
V České republice byl modrásek očkovaný dříve hojně rozšířeným druhem. Stejně jako ve zbytku Evropy došlo i u nás ve 2. polovině 20. století k plošnému úbytku jeho lokalit, ten byl způsoben především změnou obhospodařování vlhkých luk. Ty byly často meliorovány, zorány a přeměněny v pole nebo zalesněny rychle rostoucími dřevinami. Na takových pozemcích již nerostou živné rostliny ani nebudují hostitelští mravenci svá hnízda. Pro zamezení dalšího ústupu je chráněn v České republice i v Evropské unií zákony.
Modrásek očkovaný je „Směrnicí EHS č. 92/43“ zařazen mezi cílové druhy soustavy NATURA 2000, podle Bernské úmluvy (příloha č. II) z roku 1979 je veden na seznamu přísně chráněných druhů živočichů, „vyhláškou č. 395/1992 Sb. ve znění vyhlášky č. 175/2006 Sb.“ je v ČR počítán mezi silně ohrožené druhy (EN), v Červeném seznamu IUCN z roku 2014 je hodnocen jako druh téměř ohrožený (NT) a v „Červeném seznamem ohrožených druhů ČR bezobratlých živočichů z roku 2005“ (Farkač, Král, Škorpík) je uveden mezi druhy zranitelnými (VU).

## Galerie

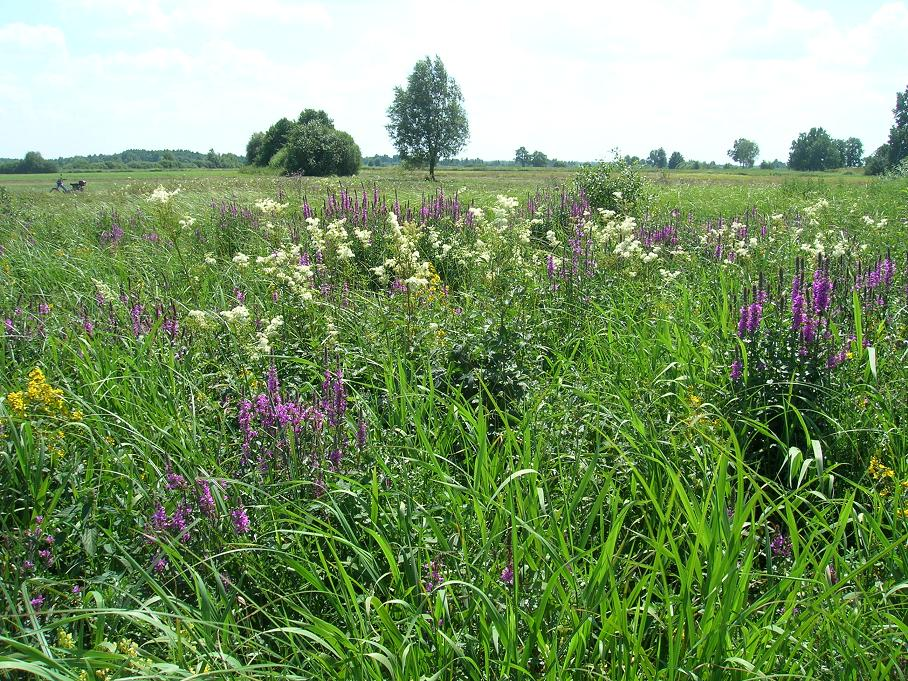
Typická lokalita
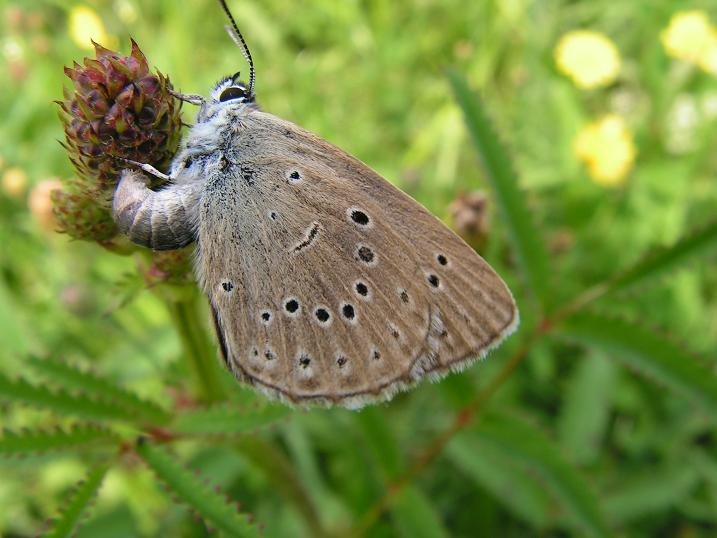
Samička kladoucí vajíčka
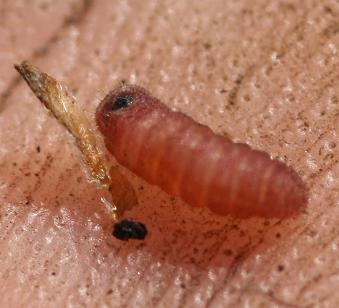
Housenka motýla